# RX J0852.0-4622
Pour les articles homonymes, voir Vela.
RX J0852.0-4622 (ou SNR G266.2-01.2, GRO J0852-46, Vela Junior) est un rémanent de supernova situé dans la constellation des Voiles. Il s'agit d'un rémanent extrêmement jeune, dont l'âge estimé est de l'ordre de 700 ans, et d'un objet extrêmement proche, situé à environ 200 parsecs de la Terre. Malgré ces caractéristiques, il ne semble exister aucun témoignage historique de l'observation de la supernova qui lui a donné naissance.
Son nom traditionnel de Vela Junior vient de ce qu'il est situé dans une direction proche de Vela (XYZ), le rémanent le plus vaste et le notable de cette constellation, qui abrite le pulsar PSR B0833-45 (également appelé pulsar de Vela).

## Découverte
RX J0852.0-4622 a été découvert en 1998. Sa découverte a été effectuée par deux groupes. L'un a utilisé une technique classique de cartographie dans le domaine des rayons X à l'aide du satellite artificiel ROSAT, l'autre a utilisé une technique inédite jusqu'alors : la détection à l'aide du Compton Gamma-Ray Observatory des rayons gamma résultat de la désintégration radioactive de l'isotope 44Ti. Cet élément est en effet produit dans les phases tardives de l'explosion d'une supernova.